# ويليام أشفورد
ويليام أشفورد (بالإنجليزية: William Ashford)‏ هو رسام أيرلندي، ولد في 1746 في برمنغهام في المملكة المتحدة، وتوفي في 17 أبريل 1824 في دبلن في جمهورية أيرلندا.